# Volumen (sonido)

El eje horizontal muestra la frecuencia en Hz.

El volumen es la percepción sonora que el ser humano tiene de la potencia de un determinado sonido.
Como la intensidad de un sonido se define como la cantidad de energía (potencia acústica) que atraviesa por segundo una superficie. A mayor potencia, por tanto, mayor volumen. Sin embargo, no hay que confundir volumen con sonoridad, que es la percepción subjetiva de la intensidad.
Como la percepción del volumen sigue una escala logarítmica, el nivel de volumen se mide en decibelios y viene dado por el denominado nivel de potencia acústica.